# Pia Cramling
Pia Cramling  (Estocolmo, 23 de abril de 1963) é uma enxadrista sueca que detém o título de Grande Mestre da FIDE.
Desde o início da década de 1980, tem sido uma das mais fortes enxadristas do mundo, tendo jogado regularmente no Campeonato absoluto da Suécia e na Olimpíada de Xadrez. 

## Carreira
Pia Cramling começou a jogar xadrez aos dez anos de idade no clube de xadrez de Huddinger SK Passanten e participou de torneios pela primeira vez aos doze anos.
Em competições por equipes, Cramling representou a Suécia nas Olimpíadas de Xadrez em eventos abertos e femininos, a primeira vez da Olimpíada Feminina de Xadrez em Buenos Aires em 1978 com a seleção sueca conquistando uma medalha de prata no tabuleiro reserva.  Foram 12 participações, 4 na seção aberta (1990, 1992,1996, 2000) e 8 na seção feminina (1978, 1982,1984, 1988, 2004, 2008, 2014 e 2022) ganhando 3 ouros, 3 pratas e 3 medalhas de bronze individuais.
Na Copa Europeia de Clubes Feminino, Cramling conquistou a medalha de ouro por equipe em 2007, 2008, 2010, 2012, 2013 e 2016 jogando pelo time Cercle d'Echecs Monte Carlo.
Em 1983 recebeu o título de Mestre Internacional e em 1992 o título de Grande Mestre.
Em janeiro de 1984, Cramling foi classificada como a mulher número um na lista de classificação FIDE, à frente das três jogadoras georgianas Maia Chiburdanidze (então campeã mundial), Nana Alexandria e Nona Gaprindashvili (ex-campeã mundial). Pia Cramling permaneceu entre as cinco primeiras mulheres ao longo das décadas de 1980 e 1990, e entre as dez primeiras durante décadas.
Cramling venceu duas vezes o Campeonato Europeu Feminino Individual em 2003 e em 2010.
Em torneios algumas de suas conquistas incluem; Accentus Ladies Tournament (2006), Monroi International Women's Grand - Prix Tournament (2007)   Rilton Cup (2007/2008).  Torneio Internacional de Malmo (1982)“Young Masters” International Open Tournament (1983) Torneio Internacional de Benidorm (1988)

## Jogos de Destaque
Pia Cramling vs Viktor Korchnoi - Biel (1984) - Caro-Kann Defense: Accelerated Panov Attack. Modern Variation 